# Потоцький район
По́тоцький райо́н (По́тіцький райо́н) — адміністративно-територіальна одиниця УСРР з центром у селі Потоки, утворена 7 березня 1923 у складі  Кременчуцької округи із Потіцької, Келебердянської, Кобелячківської і Солоницької волостей Кременчуцького повіту Полтавської губернії. Охоплював 16 сільрад. Займав площу 537 верст² з населенням 34 967 осіб.
У серпні 1928 року район було укрупнено за рахунок частини території ліквідованого Кохнівського району Кременчуцької округи.
2 вересня 1930 район розформовано з віднесенням до Кременчуцької міської ради і Кишенського району.